# One Night Stand (película)
One Night Stand es una película de 1997 dirigida por Mike Figgis y protagonizada por Wesley Snipes, Nastassja Kinski y Kyle MacLachlan.

## Elenco
| Actor               | Papel                |
| ------------------- | -------------------- |
| Wesley Snipes       | Max Carlyle          |
| Nastassja Kinski    | Karen                |
| Kyle MacLachlan     | Vernon               |
| Ming-Na Wen         | Mimi Carlyle         |
| Robert Downey Jr.   | Charlie              |
| Glenn Plummer       | George               |
| Amanda Donohoe      | Margaux              |
| Thomas Haden Church | Don                  |
| Julian Sands        | Enfermera de Charlie |